# Nagybecskereki egyházmegye
A Nagybecskereki egyházmegye (latinul: Dioecesis Zrenianinensis) a római katolikus egyház egyházszervezeti egysége a Vajdaságban, a Szerb Köztársaság területén. Székhelye Nagybecskerek, védőszentje Szent Gellért püspök. Megyéspüspöke Mirko Štefković. Az egyházmegye a Belgrádi főegyházmegye szuffragán egyházmegyéje.

## Terület
Az egyházmegye a Bánság nyugati, szerbiai részére terjed ki. Területe 9387 km².

### Szomszédos egyházmegyék
- Szerémi római katolikus egyházmegye (délnyugat)
- Szabadkai egyházmegye (északnyugat)
- Szeged-Csanádi egyházmegye (észak)
- Temesvári egyházmegye (kelet)
- Belgrádi főegyházmegye (dél)

## Történelem
A trianoni békeszerződésig a Bánság (a Maros folyótól délre, a Tiszától keletre, és az Al-Dunától északra eső terület) a Csanádi egyházmegye része volt, amelyet Szent István király alapított a 11. században. Első püspöke Szent Gellért volt. Keletről a Gyulafehérvári főegyházmegye határolta. 
Az Osztrák–Magyar Monarchia felbomlása után a Csanádi egyházmegye területén három ország osztozott. Az Apostoli Szentszék 1923-ban hozta létre a Bánsági apostoli adminisztratúrát, a Szerb–Horvát–Szlovén Királyság engedélyével. A két világháború között a területen mintegy 210 000 katolikus élt, közülük 120 000 németajkú, akiket 64 plébánia és 90 filia szolgált. Az apostoli kormányzóság gazdaságilag önellátó volt: templomai fenntartása mellett iskolákat, árvaházakat működtetett. 1944 októberétől azonban az üldöztetések hatására egy év alatt eltűntek a német katolikusok, és 11 papot öltek meg. Mivel ez a terület 1941 és 1944 között nem tartozott Magyarországhoz, a magyarok itt kevésbé számítottak ellenségnek.
A második világháború után az államosítás anyagilag meggyengítette az egyházat. Az 1970-es évektől Nagybecskerek és Nagykikinda ipari központtá válása, valamint a németországi vendégmunkások hazautalásai enyhítettek ezen, de az 1990-es éveket újabb szegénységi hullám jellemezte. A lakosság elöregedett, felgyorsult a kivándorlás.
A Nagybecskereki egyházmegyét 1986. december 16-án alapította meg II. János Pál pápa. Védőszentjéül Szent Gellért püspököt jelölte ki, a nagybecskereki plébániatemplomot pedig székesegyházzá emelte. Az egyházmegye első megyéspüspökévé Huzsvár László újvidéki esperes-plébánost nevezte ki 1988. január 7-én.
A 2006-os új szerb vallásügyi törvény a hat hagyományos (történelmi) egyház elismerését változatlanul hagyta. Német László püspök a négy esperesi kerületet hárommá szervezte át, igazodva a közigazgatási határokhoz. A plébániák számát 38-ra csökkentette, ugyanakkor minden misézőhelyet és passzív plébániát (elsősorban a németek kitelepítése nyomán elnéptelenedetteket) hozzáírtak egy aktív plébániához, így egyértelműsítve a jogutódlást is. Német László 2017–2020-ra egyházmegyei zsinatot hirdetett.

## Szervezet

### Az egyházmegyében szolgálatot teljesítő püspökök
| Fénykép | Név, beosztás                | Születési helye, ideje                   | Kinevezés dátuma                               |
| ------- | ---------------------------- | ---------------------------------------- | ---------------------------------------------- |
|         | Mirko Štefković megyéspüspök | Szabadka, 1977. szeptember 24. (47 éves) | nagybecskereki megyéspüspök: 2024. március 18. |

Korábbi püspökei:
- Gabrijel Bukatko (1964. március 24. – 1971. december 22.) bánsági apostoli adminisztrátor
- Jung Tamás (1971. december 22. – 1988. január 7.) bánsági (1986-tól nagybecskereki) apostoli adminisztrátor
- Huzsvár László (1988. január 7. – 2007. június 30.)
- Német László (2008. április 23. – 2022. november 5.)
- Mirko Štefković (2024. június 1. – )

Apostoli kormányzó:
- Martin Roos (2020. március 6. – 2020. augusztus 25.)[3]
- Német László (2022. november 5. – 2024. június 1.)

### Egyházközségek
A plébániák száma 38. 2010-ben létrehozták az egyházközségi egyháztanácsokat, de ezek szerepe sokhelyütt még formális. 2017-ben 72 helyen miséznek rendszeresen (ahol a katolikusok száma 10 alatt van, ott évente háromszor). Az egyházmegyében 20 pap szolgál: 15 egyházmegyés mellett 3 szerzetes és 2 vendég. Két papnövendéke és két szerpapja van.

## Tevékenységek

### Hitélet
A katolikus lakosság száma a kivándorlás miatt csökken. 2009-ben 320, 2017-ben 230 bérmálás volt. Az egyházi temetések száma ugyanezen idő alatt 1100–1200-ról 1000 alá esett. 2017-ben 350 keresztelő volt, de valójában ezek egy része nem helyben élő, hanem külföldről csak a keresztelésre hazatérő családot jelent.

## Szomszédos egyházmegyék
- Szerémi római katolikus egyházmegye (délnyugat)
- Szabadkai egyházmegye (északnyugat)
- Szeged-Csanádi egyházmegye (észak)
- Temesvári egyházmegye (kelet)
- Belgrádi főegyházmegye (dél)